# ザ・カッティング・ルーム
座標: 北緯40度44分45秒 西経73度58分58秒 / 北緯40.74595644996025度 西経73.98287773132324度
ザ・カッティング・ルーム (The Cutting Room) は、1999年後期に開業したニューヨーク市マンハッタンの音楽バー。様々な種類の音楽のイベントが行われている。2009年に一度閉店したが、 2013年には東32丁目44号に移転して営業を再開した。
この店の、開業時からの共同所有者は、俳優のクリス・ノースと、バークリー音楽院出身のスティーヴ・ウォルター (Steve Walter) のふたりである

。
この店に出演したアーティストとしては、ノラ・ジョーンズ、シェリル・クロウ、グウィネス・パルトロー、キッド・ロック、ヴァネッサ・カールトン、レディー・ガガ、サンドラ・バーンハード、ミニ・キッス（キッスのトリビュートバンド）などがいる。
ノースがガールフレンドのタラ・リン・ウィルソン (Tara Lynn Wilson) と出会ったのは、彼女がこの店で働いていたときであった。2人の間には息子（オライオン・クリストファー・ノース (Orion Christopher Noth)）が2008年1月に生まれた。